# Izet Sarajlić
Sarajlić Izet (ur. 16 marca 1930 w Doboju, zm. 2 maja 2002) – pochodzący z Bośni i Hercegowiny poeta, historyk, filozof, eseista i tłumacz.

## Życiorys
Urodził się, nim jego matka ukończyła osiemnaście lat. Wyszła za mąż za kolejarza, zafascynowana jego ubiorem, który był „symbolem statusu społecznego”, jak potem zapisał w jednym z wierszy Sarajlić. Imię Izet odziedziczył po dziadku ze strony ojca, urzędnika monarchii Austro-Węgier. Dzieciństwo spędził w Trebinju i Dubrowniku, w 1945 roku przeniósł się do Sarajewa, gdzie pozostał aż do śmierci. W Sarajewie uczęszczał do gimnazjum męskiego. Studiował na Wydziale Filozofii Uniwersytetu w Sarajewie filozofię i komparatystykę i na tym kierunku uzyskał stopień doktora. W okresie studiów podjął pracę jako dziennikarz i już do końca życia nie przestał pisać.
Wykładał filozofię na wydziale Filozofii Uniwersytetu w Sarajewie. Był członkiem Akademii Nauk i Umiejętności Bośni i Hercegowiny. Jako członek Stowarzyszenia Pisarzy Bośni i Hercegowiny razem z Huseinem Tahmiščiciem, Ahmetem Hromadžiciem, Velimirem Miloševiciem i Vladimirem Čerkezem wziął udział w międzynarodowej manifestacji literackiej „Sarajewski dzień poezji” zorganizowany przez Stowarzyszenie w 1962 roku.

## Nagrody
- Druga nagroda Związku Gmin Żydowskich Jugosławii, 1971.
- Zmajeva nagrada, Matica srpska, 1984.
- Nagroda im. Branka Miljkovicia, 1987.
- Nagroda ZAVNOBiH za dzieło życia, 1989.
- Nagroda Free Expression Award w USA. 1993.
- Włoska nagroda Mediterraneo, 1997.
- Nagroda „Erguvan” – Turcja, Stambuł, 1997.
- Nagroda Alberta Moravii, Włochy, 2001.
- Honorowy obywatel miasta Salerno, Włochy, 2002.